# Pont de Bosideng
Le pont de Bosideng (chinois : 波司登长江大桥 ; pinyin : bōsīdēng chángjiāng dàqiáo ; litt. « grand pont du Changjiang de Bosideng ») est un pont situé sur le xian de Hejiang, ville-préfecture de Luzhou, province du Sichuan, en République populaire de Chine. Il est en 2018 le 3e plus grand pont en arc du monde (et le plus long en CFST, tubes d'acier remplis de béton), avec une portée de 530 mètres. Il a une longueur de 841 mètres et une largeur de 30,6 mètres lui servant à enjamber le Changjiang,.architecte?
C'est un pont routier, situé sur l'autoroute périphérique Chengyu (zh), (G93).